# Viborg megye

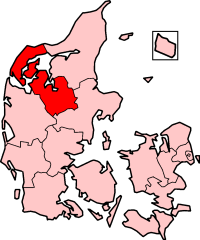
Az egykori Viborg megye Dániában

Viborg megye (dánul: Viborg Amt) egykori megye Dániában.

## Földrajz
Jylland északnyugati részén, 4122 km²-en terült el. Székhelye Viborg városa volt, amelyről nevét is kapta.

## Történelem
A megye területe utoljára 1970-ben változott, amikor összeolvadt az addigi Viborg megye Thisted megyével.
2007. január 1-jétől a közigazgatási reform értelmében megszűnt; nagyobb (déli) része a szintén Viborg központú Midtjylland régió, kisebb (északi) része Nordjylland régió része lett.

## Népesség
A megye népessége 2006-ban 234 896 fő volt. Népsűrűsége 57 fő/km értékkel a második legalacsonyabb volt a megyék sorában.

## Fordítás
- Ez a szócikk részben vagy egészben a Viborg Amt című német Wikipédia-szócikk ezen változatának fordításán alapul.  Az eredeti cikk szerkesztőit annak laptörténete sorolja fel. Ez a jelzés csupán a megfogalmazás eredetét és a szerzői jogokat jelzi, nem szolgál a cikkben szereplő információk forrásmegjelöléseként.
- Ez a szócikk részben vagy egészben a Viborg Amt című dán Wikipédia-szócikk ezen változatának fordításán alapul.  Az eredeti cikk szerkesztőit annak laptörténete sorolja fel. Ez a jelzés csupán a megfogalmazás eredetét és a szerzői jogokat jelzi, nem szolgál a cikkben szereplő információk forrásmegjelöléseként.